# Resposta a l'estrès hipòxic
La resposta a l'estrès hipòxic són un conjunt de modificacions a nivell transcripcional que pateixen les cèl·lules davant de l'estrès hipòxic. Donada l'exposició de les cèl·lules a ambients pobres en oxigen, on la concentració és inferior a l'òptima, aquestes no poden dur a terme els processos fisiològics amb normalitat.
Com a conseqüència, s'inicia aquesta cascada de senyals dirigida per una família de factors de transcripció anomenats factors induïbles per hipòxia (HIF). Durant aquest procés, HIF s'estabilitza i es transloca al nucli per interaccionar amb motius específics de l'ADN, elements de resposta a la hipòxia (HRE), i dur a terme la transcripció de gens concrets.
Aquesta resposta es dona en mutlitud de procesos, ja que en tot procés de proliferació cel·lular es donen situacions d'hipòxia, ja sigui en un procés fisiològic com l'embriogènesi o en un patològic com el càncer. Tot i així, en aquest darrer cas la resposta es desregula i s'allunya de l'homeòstasi. En el cas dels tumors sòlids, la ràpida proliferació cel·lular causa limitacions en la difusió de l'oxigen, fet que genera un estrès hipòxic al que aquestes cèl·lules es poden adaptar i afavorir la seva supervivència. Per aquest motiu, també tractem la relació de HIF amb aquesta patologia, entre d'altres, i estratègies terapèutiques que s'han desenvolupat.

## Paper de l'oxigen
L'oxigen (O2) és essencial per al manteniment de l'equilibri fisiològic, satisfent les necessitats metabòliques i bioenergètiques dels sistemes biològics. En situacions de normòxia, on la pressió parcial d'oxigen és adequada, participa en la respiració cel·lular dels organismes aeròbics i és utilitzat als mitocondris per obtenir energia durant la fosforilació oxidativa.
Mitjançant l'oxidació de biomolècules, es genera ATP i altres productes metabòlics que són alliberats al medi. L'oxigen necessari per a aquest procés difon dels pulmons a la sang, on s'uneix a l'hemoglobina dels eritròcits i és transportat cap als teixits perifèrics pel torrent sanguini. Els nivells d'oxigen també regulen el flux sanguini i produeixen respostes de vasodilatació i vasoconstricció per garantir un subministrament adequat i continu de la molècula. En conseqüència, la normòxia assegura el funcionament òptim d'òrgans i teixits, especialment del sistema cardiovascular, respiratori i nerviós.
En condicions d'oxigen inferiors a les necessàries, l'organisme pateix episodis d'hipòxia. Davant de l'estrès hipòxic, s'activen diverses vies i mecanismes de resposta adaptatius per revertir la condició. Aquests processos permeten disminuir el consum energètic per aconseguir una inhibició ràpida de la síntesi proteica, aturar temporalment el cicle cel·lular, augmentar els factors de supervivència i proangiogènics i activar la reprogramació metabòlica.

### Factor induïble d'hipòxia (HIF)

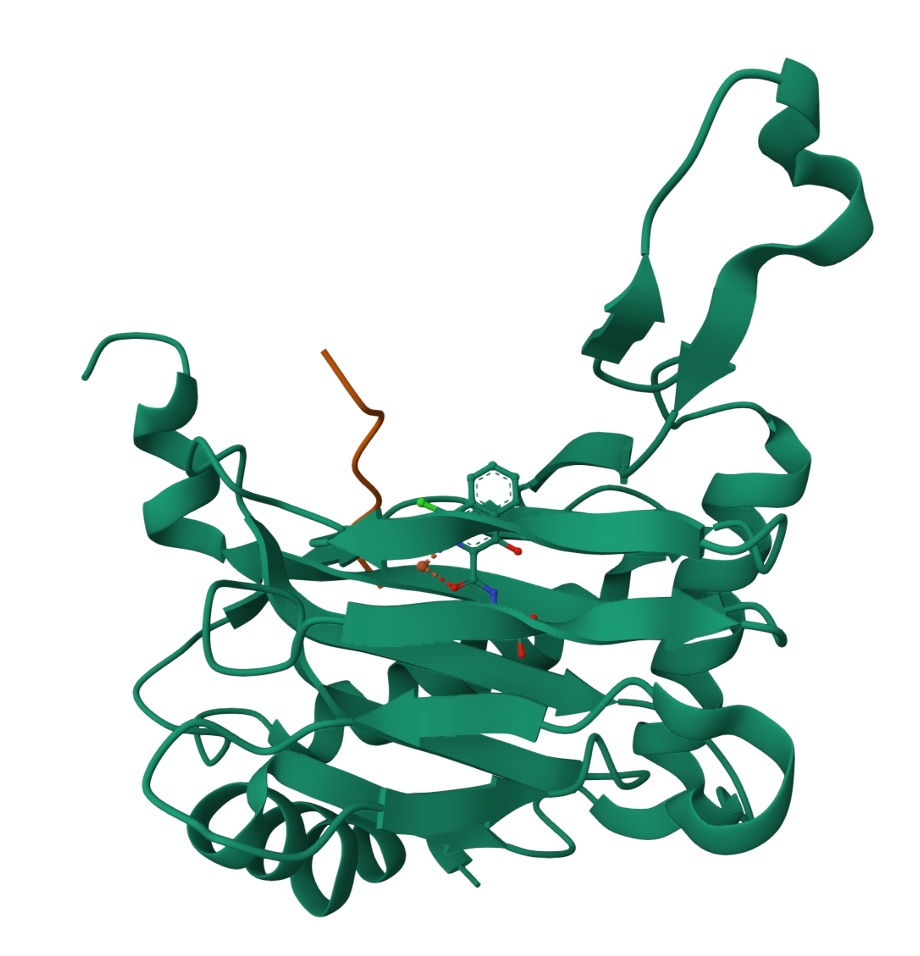
Subunitat HIF1-α del factor de transcripció HIF.

En mamífers, la resposta transcripcional primària a l'estrès hipòxic està mediada pels factors induïbles d'hipòxia (HIF).
Els HIF són factors de transcripció de la família dels bHLH que actuen com a heterodímers obligats, és a dir, el complex funcional està format per dues subunitats diferents. En concret, estan formats per una subunitat α làbil i una subunitat β estable, encara que existeixen 3 isoformes d'HIFα: HIF1α, HIF2α (també coneguts com a EPAS1) i HIF3α (o IPAS). HIF1α s'expressa en totes les cèl·lules, mentre que HIF2α i HIF3α només ho fan selectivament en alguns teixits incloent cèl·lules endotelials vasculars, pneumòcits tipus II, cèl·lules intersticials renals, cèl·lules parenquimals hepàtiques i cèl·lules de la línia mieloide.
Les subunitats HIFα dimeritzen amb les subunitats estables HIF1β a través dels dominis HLH i PAS. Després, els heterodímers HIF reconeixen i s'uneixen als elements de resposta a la hipòxia del genoma (HREs), similars als motius de l'E-box i amb una seqüència consens de DNA [G/A]CGTG.

### Vies específiques
En condicions de normòxia, les HIFα són hidroxilades i degradades al proteosoma. En conseqüència, la proteïna s'inactiva i no pot induir la transcripció de gens de resposta a l'estrès hipòxic. En canvi, en situacions d'hipòxia, les hidroxilases no poden actuar eficientment degut a l'absència d'oxigen i l'HIFα no hidroxilat restant pot interaccionar amb HIFβ, dirigir-se al nucli i activar la transcripció de gens que indueixen l'angiogènesi i la reprogramació metabòlica.
Així doncs, s'activa una resposta protectora per mantenir l'obtenció d'energia i reduir la producció de ROS mitjançant la reprogramació metabòlica. L'oxigen actua com a acceptor final d'electrons en la fosforilació oxidativa, de manera que una adaptació a la hipòxia consisteix en el canvi del metabolisme cap a formes no oxidatives com la glicòlisi anaeròbica.
HIF1α dirigeix aquesta reprogramació promovent l'expressió de transportadors de glucosa (GLUT1, GLUT3), enzims glicolítics i LDHA (lactat deshidrogenasa A), així com inhibint la piruvat deshidrogenasa i el cicle de Krebs. També s'estimula l'emmagatzematge de lípids i s'inhibeix el catabolisme d'aquests.
Pel que fa a l'efecte sobre els mitocondris, es produeix una inhibició de la biogènesi mitocondrial i una activació de la mitofàgia (BNIP3, BNIP3L, NIX), procés específic de l'autofagia que consisteix en l'eliminació selectiva de mitocondris. A més a més, s'observa una reducció de ROS i l'augment de la supervivència en situacions d'hipòxia.
HIF1α i HIF2α també promouen l'expressió de gens angiogènics en teixits isquèmics, especialment de VEGF (Vascular Endothelial Growth Factor) en cèl·lules parenquimals. Aquest factor se secreta i difón fins a actuar sobre les cèl·lules diana: cèl·lules endotelials, perícits, macròfags... Permet induir la proliferació de les cèl·lules endotelials, la degradació de la matriu extracel·lular per permetre la migració i, sobretot, el reclutament de precursors sanguinis per formar nous vasos a la regió hipòxica.

### Vies no específiques
Aquests esdeveniments es coordinen amb diverses vies cel·lulars, incloent la resposta a proteïnes mal plegades (UPR, Unfolded Protein Response), la senyalització mTOR i NFkB. Aquests efectors també influeixen en la supervivència cel·lular, l'angiogènesi, el metabolisme i les respostes inflamatòries, alhora que regulen l'expressió gènica i modulen la traducció i degradació de proteïnes.

#### UPR
La resposta a proteïnes mal plegades (UPR) s'activa quan la capacitat de plegament al reticle endoplasmàtic és insuficient, el que provoca l'acumulació de proteïnes en forma d'agregats. Aquest procés és habitual durant situacions d'hipòxia, ja que la manca d'oxigen pot afectar negativament el plegament d'aquestes. La UPR permet disminuir la síntesi de noves proteïnes i l'entrada d'aquestes al reticle, així com augmentar la capacitat de degradació de proteïnes mal plegades i la quantitat de reticle.
És una resposta principalment transcripcional on participen 3 branques que poden actuar en paral·lel i que activen factors de transcripció B-zip: ATF6, PERK i IRE1. Cal destacar que PERK i IRE1 també presenten altres efectes no transcripcionals, com la disminució d'mRNA per evitar més errors. Si es recuperen les condicions adequades la cèl·lula retorna a l'homeòstasi, mentre que si l'estrès és irreparable es produeix l'apoptosi.

#### mTOR
mTOR (Mammalian Target of Rapamycin) és una serina/treonina quinasa molt conservada en eucariotes que pot formar el complex 1 (mTORC1) o 2 (mTORC2). mTORC1 és un activador ubic i constitutiu de la síntesi proteica amb un paper important en l'estrès metabòlic, mentre que mTORC2 promou l'activació del receptor de la insulina i d'IGF1.
En condicions de normòxia, mTOR s'activa i participa en la regulació del creixement cel·lular, la proliferació i el metabolisme en resposta a senyals ambientals i nutricionals. D'altra banda, durant episodis d'hipòxia l'activitat de mTOR s'inhibeix, suprimint també la síntesi proteica per conservar l'energia i adaptar-se a la baixa disponibilitat d'oxigen. Alhora, pot regular la traducció de HIF i altres proteïnes involucrades en l'adaptació a la hipòxia.

#### NFkB
NFkB és un heterodímer format per p50 i p65 amb un paper important en la regulació de l'expressió de gens implicats en respostes inflamatòries, immunològiques, de supervivència cel·lular i de desenvolupament. Generalment es troba al citoplasma unit a la proteïna inhibidora IkB, encara que davant d'estressos cel·lulars (sobretot oxidatiu) s'allibera i es transloca al nucli.
En situacions d'estrès hipòxic, es produeixen diverses respostes adaptatives que poden activar NFkB. Destaca l'activació de citoquines proinflamatòries (TNF-α, IL-1), canvis en l'equilibri redox a causa de la generació de ROS o la interacció, positiva o negativa, amb altres vies com HIF.

## Mecanismes de regulació de HIFα
El principal mecanisme de regulació de HIFα en condicions de normòxia, on la concentració d'oxigen de l'ambient és adient, consisteix en un seguit d'hidroxilacions en residus ben conservats de la proteïna. Les hidroxilacions poden donar-se en residus de prolina o asparagina segons el tipus d'enzim que intervingui, PHDs o FIH1.
Els enzims PHDs i FIH1 són dos tipus de dioxigenases que pertanyen a la superfamília d'oxigenases dependents de Fe(II) i 2-oxoglutarat, funció la qual depèn de la concentració d'oxigen, ja que l'oxigen molecular és un cosubstrat. Per tant, en absència d'oxigen la seva reacció no es pot dur a terme.
En poques paraules, els enzims s'anomenen dioxigenases ja que incorporen els dos àtoms de l'oxigen molecular (O2) en els participants de la reacció: un dels àtoms s'utilitza en la descarboxilació oxidativa del  α-cetoglutarat (o 8-oxoglutarat) per donar succinat i CO2, mentre que l'altre àtom s'incorpora en residus específics de HIFα.
Ambdues proteïnes tenen com a objectiu evitar la heterodimerització de les dues subunitats que conformen HIF en base a la inactivació de HIF1α.

#### PHDs

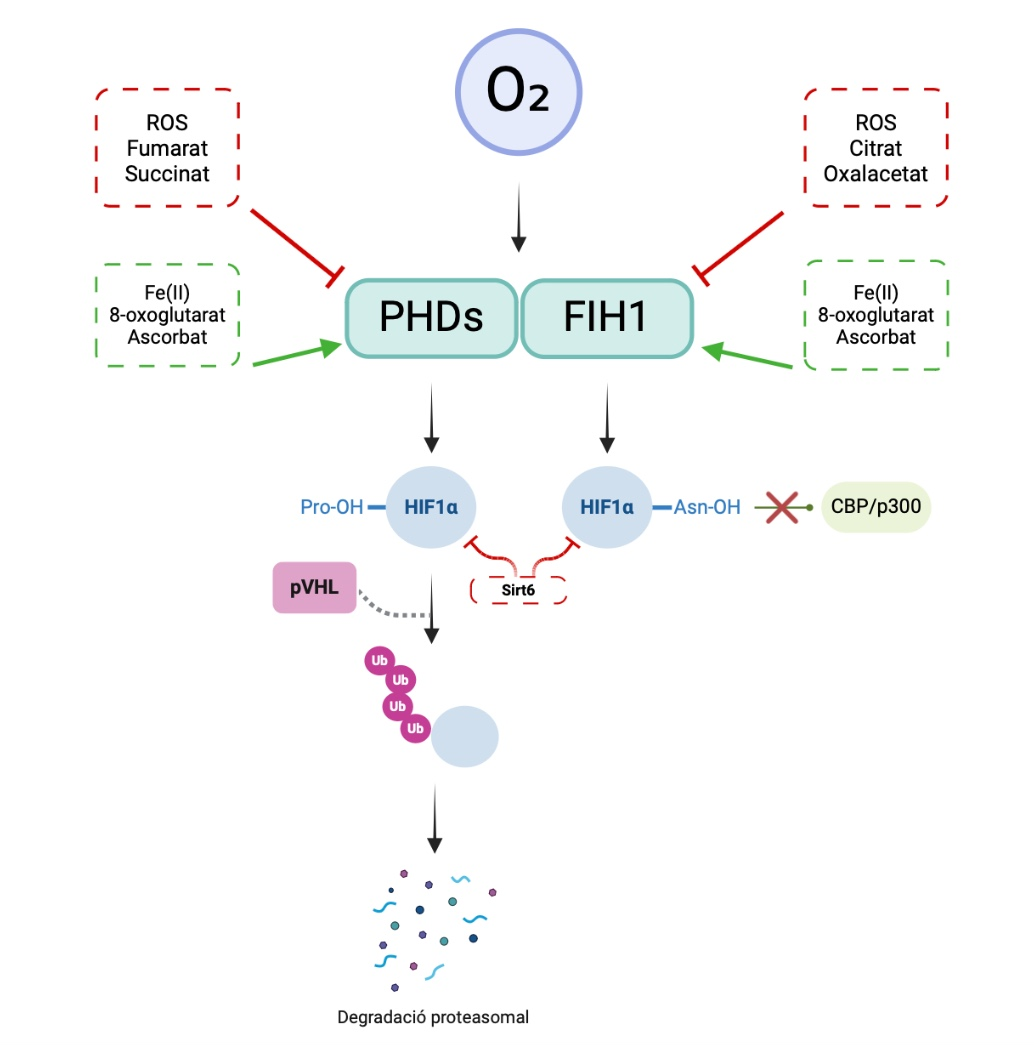
Mecanismes de regulació de HIF1α.En la figura es poden veure representats els mecanismes de regulació de HIF1α que s'expliquen en l'apartat, a més de cofactors i inhibidors que modulen el procés.

Els membres de la família de "prolyl hydroxylase domain" (PHD), o també coneguda com EgIN o HPH, tenen la funció d'hidroxilar la subunitat HIF1α en normòxia. Aquesta reacció consisteix en incorporar un àtom d'oxigen per tal de modificar la forma de la proteïna. La hidroxilació es duu a terme en un o ambdós residus ben conservats de prolina que estan situats en el domini de transactivació situat a l'extrem N-terminal.
La reacció provoca un canvi conformacional en l'estructura tridimensional de la proteïna que comporta la formació d'un nou lloc d'unió amb el que interacciona una E3 ubiquitin ligasa, von Hippel-Lindau (pVHL). Com a resultat, HIF1α es poliubiquitinitza per ser degradat via proteosomal, ja que les E3 ubiquitin ligases són enzims que formen part del complex d'ubiquitinització i tenen la funció de reconèixer el substrat específic a degradar al proteasoma.
D'aquesta manera, s'evita que les dues subunitats de HIF interaccionin i tingui lloc la seva activitat transcripcional en condicions normals d'oxigen.
Per altra banda, en situacions d'hipòxia la taxa d'hidroxilació de HIF1α disminueix, ja que per poder dur a terme la reacció, la PHD necessita oxigen com a cosubstrat. Això suposa l'acumulació de HIF1α, que ara és lliure de dimeritzar amb els membres de la família HIF i actuar sobre la transcripció de gens relacionats sobretot en la eritropoesi, angiogènesi, autofàgia i metabolisme.
Aquest fet passa d'igual manera en cèl·lules que manquen de pVHL funcional, fet que es dona en la malaltia de von Hippel-Lindau.

#### FIH1
El factor inhibitori de HIF1α (FIH1) és una altra hidroxilasa que pertany a la mateixa família d'enzims que PHD, amb la diferència que aquest enzim hidroxila residus conservats d'asparagina de la proteïna. La hidroxilació impedeix la interacció de les subunitats de HIF amb els coactivadors p300 i CBP.
Aquest mecanisme de regulació alternatiu és una eina que utilitza la cèl·lula per si alguna unitat de HIF1α escapa de la hidroxilació per PHD, evitant així que es doni la transcripció de gens. S'ha demostrat que FIH1 roman actiu a concentracions d'oxigen més baixes que PHD.  

### Altres sensors d'oxigen
Els mecanismes descrits anteriorment es poden considerar com a sensors d'oxigen, ja que en base a la concentració d'oxigen present en la cèl·lula la funcionalitat dels enzims varia. Això és degut al tipus de reacció que duen a terme, ja que en absència d'àtoms d'oxigen no es poden dur a terme les hidroxilacions. Així doncs, hi ha altres elements que funcionen com sensors d'oxigen i que, per tant, estan involucrats en l'activació de HIF.

#### Mitocondris
S'han fet estudis i experiments en que s'ha demostrat que les mitocòndries actuen com a sensors d'oxigen. En condicions que simulen hipòxia moderada, es va observar que les mitocòndries estimulaven la producció d'espècies reactives d'oxigen (ROS) des del complex III, interferint així en l'activitat de PHD. D'aquesta manera, s'impedeix la degradació de HIF1α.
Per tant, es pot concloure que les mitocòndries poden detectar disminucions en la concentració d'oxigen i influenciar l'activitat de PHD, tot i que aquesta troballa queda restringida en condicions d'hipòxia moderada. En anòxia, on la concentració d'oxigen és del 0%, les mitocòndries no poden dur a terme la respiració oxidativa ja que no són funcionals, de manera que també s'elimina la producció de ROS.
És per aquest motiu que la inactivació de PHD s'efectua via altres factors a més de les mitocòndries. A més a més, encara no es coneix del tot a través de quin mecanisme se sintetitzen ROS en resposta a concentracions baixes d'oxigen ni com aquests interfereixen en l'activitat de PHD.

#### Sirtuïnes
Les sirtuïnes són una família d'histones desacetilases dependents de NAD (dinucleòtids de nicotinamida adenina) que responen a l'estrès i que, a més a més, també influencien la transcripció de gens implicats en el metabolisme, reparació del DNA i la vida útil de l'organisme.
Són una família d'enzims que responen al ràtio de NAD+ oxidat/NADH reduït, de manera que  són sensors de l'estat redox de la cèl·lula, i que recentment s'ha demostrat que també modulen l'activitat de HIF. En mamífers existeixen 7 tipus de sirtuïnes, però les destacables amb relació a l'estrès hipòxic són la Sirt1 i Sirt6.
Sirt1: 
- S'ha demostrat que Sirt1, en formar un complex amb HIF2α, desacetila residus de lisina de la proteïna que havien sigut acetilats en resposta a la hipòxia. D'aquesta manera, Sirt1 promou l'activitat transcripcional de HIF2α en especial de la eritropoetina (EPO). Ambdues proteïnes ocupen conjuntament la regió promotora del gen per tal de regular l'expressió renal i hepàtica d'EPO.
- Aquests fets indiquen que la producció d'EPO dependent de HIF2α es dona en resposta a alteracions en l'estat redox de la cèl·lula i en canvis en la concentració d'oxigen.[14]

Sirt6: 
- Degut a la seva activitat desacetilasa, en actuar sobre les histones associades a les regions promotores de gens glicolítics, fomenta la seva repressió transcripcional. Com sabem, les histones tenen un elevat percentatge d'aminoàcids amb càrrega positiva, mentre que el DNA és un polianió en el que predominen les càrregues negatives degut als fosfats. Si les histones estableixen interaccions electroestàtiques amb el DNA, això comporta a una major compactació de la fibra de cromatina i, per tant, una inhibició transcripcional.
- Si per contra es contraresten les càrregues positives de les histones, per exemple per mitjà d'una acetilació, el DNA establirà menys interaccions amb les histones i es descompactarà, habilitant la transcripció gènica.
- Així doncs, si té lloc l'activitat desacetilasa, es potencia la repressió transcripcional dels gens regulats via HIF. Aquesta troballa es va confirmar a través d'un experiment en el que ratolins que no expressaven Sirt6 (Sirt6-/-), es va observar un major consum de glucosa i major expressió de gens glicolítics els quals molts d'ells estan regulats per HIF1α. Addicionalment, també es va observar un augment en l'expressió de HIF1α davant la deficiència de Sirt6, demostrant que Sirt6 té un paper en la regulació del metabolisme de la glucosa a través de la inhibició de HIF1α.[14]

### Cofactors que modulen la detecció d'oxigen
Com hem vist en l'apartat anterior, les hidroxilases, per tal de dur a terme la reacció precisen de 8-oxoglutarat i Fe(II). Així mateix, l'àcid ascòrbic també és necessari per  al correcte funcionament de l'enzim, ja que en el cas que HIF1α no s'hidroxili, té el paper de retornar l'enzim a l'estat inicial en un procés que implica la reducció del ferro central.
Veiem que la regulació de HIF1α no es basa únicament en dos enzims, sinó que els cosubstrats implicats en la reacció també juguen un paper en aquesta regulació. És per això que els següents apartats exposen els diferents factors que també influeixen en l'activitat transcripcional de HIF.

#### Intermediaris del cicle de Krebs i altres metabòlits
Els diferents intermediaris que participen en el cicle de Krebs poden alterar aquesta via de senyalització. A banda del 8-oxoglutarat, que és cosubstrat de les hidroxilases, els intermediaris citrat, isocitrat, succinat, fumarat, malat, oxalacetat i piruvat les inhibeixen. En concret, es destaca la inhibició del fumarat i succinat sobre PHD i del citrat i oxalacetat sobre FIH1.
Aquesta modulació en la via de la senyalització de HIF es va observar en cèl·lules deficients en fumarasa o succinat deshidrogenasa, dos enzims del cicle de Krebs que transformen el fumarat en malat i el succinat en fumarat, respectivament. Aquestes cèl·lules presentaven nivells més elevats en fumarat i succinat, el que es veia acompanyat d'un augment en la concentració de HIFα.

#### Ferro i ascorbat
La presència del ió ferrós és necessària per la execució de la reacció de les hidroxilases, ja que en el transcurs d'aquesta es forma un intermediari fèrric altament reactiu que acaba oxidant els residus aminoacídics de HIFα. A mode d'exemplificació, s'ha vist in vivo que amb l'addició de quelants de ferro els enzims són inhibits.
Pel que fa a l'ascorbat (àcid ascòrbic), en el cas que l'oxidació de HIFα no pugui tenir lloc, té la funció de reduir aquest intermediari fèrric per tal de permetre a l'enzim tornar a dur a terme una altra reacció.

## Respostes adaptatives a la hipòxia

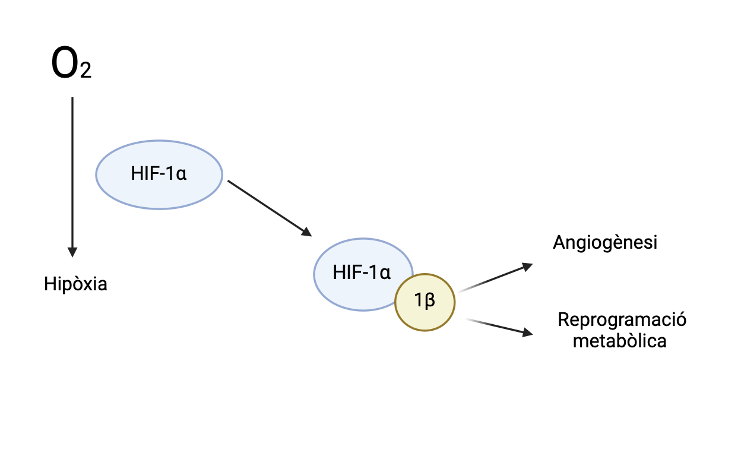
Conseqüències de l'oxigen en situacions patòlogiques

La hipòxia, com s'ha esmentat en apartats anteriors, desencadena diferents respostes adaptatives per tal de permetre la supervivència cel·lular en ambients desfavorables. Entre aquestes adaptacions trobem: 

#### Angiogènesi
L'angiogènesi és principalment una resposta adaptativa a la hipòxia tissular que té lloc en una varietat de situacions, des del desenvolupament embrionari fins al creixement tumoral, que consisteix bàsicament en la formació de nous vasos sanguinis a partir dels que ja existeixen. En general, en condicions d'hipòxia es dona una acumulació de HIF que provoca la transcripció gènica de molts gens angiogènics, iniciant d'aquesta manera el procés d'angiogènesi.
Per tant, HIF dirigeix un procés en el que es dona la generació d'un plexe vascular totalment funcional que es regula principalment per l'acumulació d'aquests factors.
Un dels gens que està sota la infuència de l'acció transcripcional de HIF és VEGF, que regula les xarxes vasculars funcionals i integrades necessàries per a processos fisiològics, així com per a diversos processos patològics com el creixement de tumors,  la cicatrització de ferides, la retinopatia i les malalties isquèmiques (miocardial), infart, isquèmia cerebral. Addicionalment, calen altres factors angiogènics com l'angiopoetina, PDGF, efrina i eritropoetina per permetre la formació d'una xarxa vascular funcional.

#### Reprogramació metabòlica
L'estrès hipòxic també desencadena un canvi en el metabolisme cel·lular, que en el cas de les cèl·lules canceroses s'afavoreix la transició d'un metabolisme oxidatiu a un metabolisme glicolític, és a dir, la principal font d'obtenció d'energia esdevé l'oxidació anaerobia de la glucosa (efecte que es coneix amb el nom de Warburg). També es dona una reducció en la producció d'acetil-CoA, ja que es promou la conversió de glucosa a lactat al temps que limita la conversió d'acetil-CoA al cicle de Krebs, que condueix a un canvi de la glucosa a glutamina com el principal substrat per la síntesis de cossos cetònics de les cèl·lules hipòxiques.

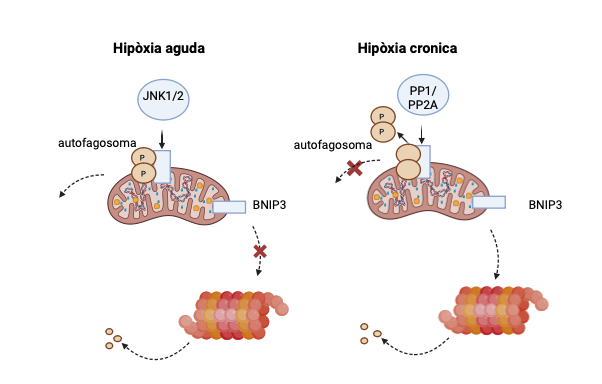
La hipòxia indueix l'expressió de HIF, on a traves de JNK1/2 (c-Jun N-terminal kinease) en hipòxia aguda i PP1/PP2A (protein fosfatases) en hipòxia crònica, interacciona amb BNIP3 per desencadenar l'autofàgia mitocondrial (mitofagia).

Amb tot això, la hipòxia com ja hem mencionat indueix l'expressió de HIF, on a traves de JNK1/2 (c-Jun N-terminal kinease) en hipòxia aguda i PP1/PP2A (protein fosfatases) en hipòxia crònica, interacciona amb BNIP3 per desencadenar l'autofàgia mitocondrial (mitofagia). D'aquesta manera, s'aconsegueix disminuir el metabolisme oxidatiu tant d'àcids grassos com de glucosa.
Aquesta reprogramació està impulsada per una sèrie de mecanismes moleculars autònoms de les cèl·lules, incloses les respostes transcripcionals, translacionals i epigenètiques per a determinar una aptitud cel·lular concreta com les anteriorment mencionades, però tenim altres com l'acumulació de L-2-hidroxiglutarat, un metabolit produït en resposta a la disfunció del cicle de l'àcid tricarboxílic, té un paper clau en aquest procés en regular l'homeòstasi cel·lular redox.
A més a més, en experiments s'ha demostra que en situacions d'hipòxia aguda la majoria d'òrgans van augmentar l'absorció de glucosa i van suprimir la oxidació aeròbica de glucosa. Per altra banda, el teixit adipós marro i el múscul esquelètic es van convertir en “estalviadors de glucosa” suprimint la absorció de glucosa en 3-5 vegades. En canvi, en hipòxia crònica  va produir patrons diferents: el cor depenia cada vegada més de l'oxidació de la glucosa i, inesperadament, el cervell, el ronyó i el fetge van augmentar l'absorció i oxidació d'àcids grassos.

## Conseqüències de la hipòxia en situacions patològiques
Principalment, a nivell de l'organisme, l'estrès hipòxic pot provocar: 

#### Malaltia de les altures
El mal d'altura, una condició causada per l' estrès hipòxic, es caracteritza per una reducció de la quimiosensibilitat hipòxia perifèrica (són els principals mecanismes de control i regulació de les respostes ventilatòries als canvis de concentració de l'oxigen i gas carbònic arterial), on aquesta actua com un factor de protecció davant aquesta malaltia, per altra banda, també produeixen una respiració irregular durant el son (apnea del son).
Això pot conduir a un espectre de malalties, incloent-hi la malaltia aguda de les muntanyes i síndromes menys comuns com l'edema cerebral a gran altitud i l'edema pulmonar a gran altitudque poden ser induïdes per un augment del nivell de ROS induïda per la hipòxia hiperbàrica (el descens en l'aportació d'oxigen als teixits a causa d'una caiguda en la pressió parcial) i generalment disminueix els efectes del sistema antioxidant, la qual cosa resulta en dany oxidatiu en diversos teixits, per tant, els estudis han demostrat que tant l'exposició aguda com crònica a gran altitud pot augmentar l'estrès oxidatiu.

#### Malalties cardíaques
L'estrès hipòxic, particularment en el context de la malaltia pulmonar obstructiva crònica (EPOC) és una alteració que obstrueix o dificulta de manera persistent la circulació normal d'aire en l'arbre respiratori. Es produeix perquè s'inflamen els bronquis i es destrueixen els envans dels alvèols, les petites bosses en contacte directe amb els vasos sanguinis on es produeix l'intercanvi de gasos entre l'aire i la sang, que pot conduir a una sèrie de complicacions cardiovasculars, incloent hipertensió arterial, corpulmonal i trastorns metabòlics ja que provoca una hipercoagulació, inflamació de vasos i desequilibri dels sistemes oxidatius. A més, també poden induir hipertensió, la malaltia arterial coronària, l'atac cardíac i l'aturada cardíaca.
Això és particularment rellevant en el cas de la distròfia muscular de Duchenne (DMD) on si tenim un augment de hipòxia  aquest pot augmentar la disfunció cardíaca i contribuir a la progressió de la malaltia. També s'ha vist variacions a nivell del electrocardiograma i canvis morfològics en gairebé tots els casos de malalties a nivell cardíac: 
| ELECTROCARDIOGRAMA | CANVIS MORFOLÒGICS |
| Augment en la freqüència cardíaca (el cor batega més ràpid). Disminució de la durada de l' interval RR: El temps entre dos complexos R-R a l' ECG es va reduir. Disminució de l' amplitud de l' ona R: L' alçada de l' ona R a l' ECG va disminuir. Augment de l' amplitud de l' ona T: L' alçada de l' ona T a l' ECG va augmentar. Augment de l'interval QTc en rates HRH: L'interval QT corregit (QTc) es va prolongar en aquestes rates. Disminució de la durada de l' interval PQ en rates LRH: El temps entre l' ona P i l' ona Q a l' ECG es va reduir en rates LRH. | Els canvis en els índexs (com el volum muscular i l'àrea de la secció transversal de la fibra muscular) van ser més pronunciats en les rates LRH. |

#### Ictus
Un factor clau en el desenvolupament de l'accident cerebrovascular, s'associa amb l'estrès oxidatiu i la inflamació, en el cas de l'hipòxia lleu s'associa  amb la relaxació venosa i la disminució del flux de sang del cervell, cosa que resulta en l'elevació de la síntesi de beta-arrestina-1 (marcador del estres hipoxic) al cervell.  Ja que un ictus es produeix quan el flux sanguini al cervell es bloqueja o es redueix, privant el teixit cerebral d'oxigen.

#### Cáncer
L'estrès hipòxic juga un paper important en diversos aspectes del desenvolupament del càncer, inclosa la proliferació (MYC), l'angiogènesi (VEGF, PDGF), l'apoptosi/autofàgia (NDRG2, BNIP3), el metabolisme (PDK1, LDHA) , resposta al dany de l'ADN, microRNAs , remodelació de la matriu extracel·lular (LOX, MMP1), migració i invasió cel·lular (CXCR4, SDF1) i la resistència a la teràpia ho fa principalment estimulant una complexa xarxa de senyalització cel·lular en les cèl·lules canceroses, incloses les vies HIF (VEGF) on es presenten nivells elevats d'acumulació de PI3K, MAPK i NFĸB, que interactuen entre si causant bucles de retroalimentació positius i negatius i augmentant o disminuint els efectes hipòxics.
En concret, l'expressió de HIFα es considera un factor pronòstic negatiu (degut a que suprimeix indirectament l'activitat de p53, promovent la radioresistència i quimioresistència), tot i que, HIF2α te una capacitat oncogènica més gran que HIF1α.
S'ha fet estudis on s'ha demostrat que la hipòxia permet la generació de cèl·lules mare canceroses (CSC), ja que promou un estat indiferenciat de determinades poblacions de cèl·lules mare i progenitores, que tambe tenen una elevada expressió de HIF2α. En l'estudi, les cèl·lules del glioblastoma CD133+ com les cèl·lules progenitores del neuroblastoma expressen HIF2α, per tant, es suggereix que HIFα , gràcies a la hipòxia controla determinades subpoblacions de cèl·lules canceroses, augmentant també la capacitat migratòria de leș cèl·lules.
Per acabar, l'estrès hipòxic influeix tant en els efectes oncogènics intrínsecs de les cèl·lules com en el microambient tumoral, ja que, promou la metàstasis mitjançant l'activació de múltiples gens sensibles a HIF que regulen totes les etapes de la propagació del càncer i també ajuda a la acumulació de mutacions a nivell del ADN fins aportar inestabilitat genòmica. Per tant, l'aparició de HIF en correlaciona amb un pitjor pronòstic amb el cáncer.

#### Malaltia inflamatoria

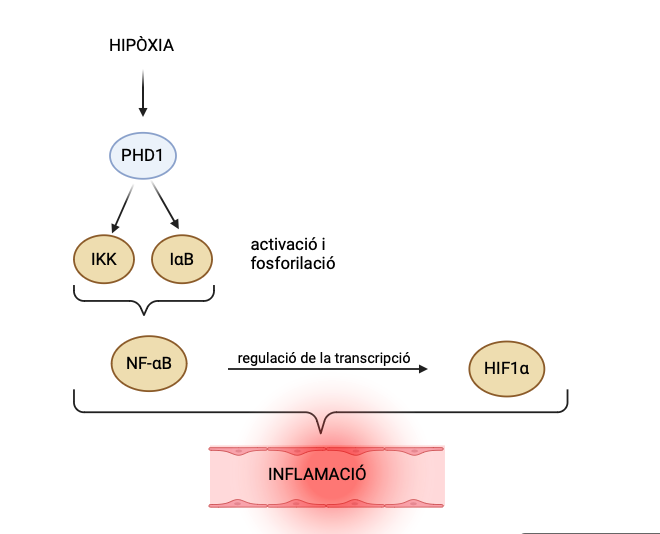
Via hipòxica de generació d'inflamació

En resposta a estímuls inflamatoris, la permeabilitat vascular local augmenta, donant lloc a un major lliurament de cèl·lules efectores i nutrients al teixit inflamat, provocant a nivell local un esgotament local de O2, donant lloc a hipòxia on s'associa amb un augment de HIF en pacients amb afeccions respiratòries com artritis i arterioesclerosis. Això es produeix gràcies a que la hipòxia inhibeix l'activitat de PHD1 i, per tant, dona lloc a l'activació i fosforilació d'IKK i d'IαB que provoca una alliberació i activació de NF- αB (aquest tambe regula directament la transcripció de HIF1α) , donant lloc a la transcripció de gens diana, incloent les citocines inflamatòries. Tanmateix, la activació de NF- αB no es suficient per l'acumulació màxima de HIF1α, ja que es necessària una regulació post-traduccional de la hipòxia.

###### Paper de la inflamació en el càncer
Els estudis han demostrat que mols tipus de càncer esta relacionats amb els macròfags on aquest juga un paper imprescindible durant la inflamació, relacionant-los amb un pronòstic clínic desfavorable, ja que, es recluten en les àrees tumorals principalment mitjançant la producció de quimioreceptors per tumors hipòxics. També s'ha demostrat que les cèl·lules apoptòtiques que podrien generar-se a un tumor produeixen factors solubles com el TGFα per atraure monòcits i macròfags, on un cop reclutats, els macròfags associats al tumor (TAM)  presenten un fenotip inmune altament dinàmic que conte elevades quantitats de HIF1α HIF2α promou el creixement del tumor, l'angiogenesis, la metàstasis i la immunosupressió del tumor.

## Estratègies terapèutiques
L'estrès hipòxic provoca que les cèl·lules activin diverses vies moleculars per adaptar-se a la falta d'oxigen i sobreviure. Les teràpies dirigides a aquestes molècules de l'estrès hipoxic són una estratègia emergent i prometedora per al tractament de diverses malalties.
Inhibidors d'HIF es troben en fase de desenvolupament i podrien ser utils en el tractament del càncer ja que molts tumors presenten una alta activitat d'HIF per augmentar el seu subministrament de sang. Per exemple, el nou inhibidor de carboxamida tricíclica de HIF-1α, NSC 644221, inhibeix l'expressió de la proteïna HIF-1α de manera dependent del temps i la dosi. Tot i això, no inhibeix l'expressió de la proteïna HIF-1β.
Px-478, un radiosensibilitzador (substància que sensibilitza a les cèl·lules tumorals a tractaments de radioterapia) en condicions normòxiques i hipòxiques in vitro, ha entrat a l'etapa clínica, ja que exerceix un paper antitumoral en inhibir la desubiquitinació d'HIF-1α, fet que porta a la degradació proteasomal d'HIF-1α.
A més a més, els HIF tenen tres dominis: el domini d'unió a l'ADN, el domini d'activació de la transcripció i el domini de degradació depenent d'oxigen (ODD). El domini d'activació de la transcripció s'uneix amb el coactivador transcripcional p300, una histona acetiltransferasa (HAT) que acetila les histones i facilita la descondensació de la cromatina i l'accessibilitat de l'ADN a la maquinària transcripcional. La interacció entre HIF-1α i p300 és crucial per a l'activació transcripcional de gens diana d'HIF en condicions d'hipòxia. Una estratègia atractiva per inhibir l'activitat de HIF és alterar el complex HIF-1α/P300, ja que aquest bloqueig de la interacció entre HIF-1 i la regió P300 atenua l'expressió de HIF-1.
Els investigadors han aprofitat les propietats de les cèl·lules hipòxiques, apuntant-les amb profàrmacs activats per hipòxia (HAP) o agents bioreductors. Els profàrmacs apropiats han de difondre's eficientment a regions  hipòxiques i després convertir-se específicament a la forma activa citotòxica i difondre's a distàncies limitades per matar les cèl·lules tumorals hipòxiques adjacents. Per exemple, els fàrmacs tirapazamina i Vlahovic són HAPs importants per al tractament de tumors hipòxics perquè tenen efectes citotòxics només en ambients hipòxics i mostren efectes secundaris reduïts en teixits normals en condicions normòxiques.
A més, la hipòxia pot conduir a la producció excessiva de ROS, molècules reactives i potencialment nocives. Per aquesta raó, els antioxidants i enzims antioxidants com per exemple la superòxid dismutasa, ja s'utilitzen en diverses malalties relacionades amb l'estrès oxidatiu com a complement al tractament convencional. S'està investigant el seu potencial per alleujar el dany causat per les ROS durant l'estrès hipoxic.
Se sap que diverses vies de senyalització cel·lular com  PI3K/Akt/mTOR i AMPK, participen en la resposta a la hipoxia.  Per aquesta raó, s'estan desenvolupant inhibidors d'aquestes vies com per exemple l'inhibidor de mTOR everolimus, que s'ha provat en assaigs clínics de fase III, pot perllongar la supervivència lliure de progressió de pacients amb carcinoma de cèl·lules renals avançat en inhibir la promoció d'HIF-1 per mTOR.
Addicionalment, s'estan estudiant varis medicaments que ajudin a augmentar la disponibilitat d'oxigen o millorar la capacitat dels teixits per utilitzar l'oxigen de manera més eficient. Això inclou fàrmacs que augmentin la producció de glòbuls vermells (útils en persones amb anèmia), vasodilatadors que expandeixin els vasos sanguinis i augmentin el flux sanguini i la disponibilitat d'oxigen als teixits i inhibidors de la fosfodiesterasa que millorin la funció cardíaca i pulmonar, augmentant així la capacitat del cos per transportar i utilitzar l'oxigen. Altrament, s'estan desenvolupant nanoportadors carregats d'oxigen que subministrin oxigen directament als teixits hipòxics i alleugin la hipòxia.
A més, diversos investigadors estan estudiant el desenvolupament de transportadors d'oxigen basats en hemoglobina (HBOC) per administrar oxigen al sistema circulatori, una oxigenoteràpia prometedora que pot millorar l'eficàcia d'altres teràpies tumorals, com ara la radioteràpia i la quimioteràpia. Tot i que els HBOC s'han estudiat durant dècades i han passat diverses generacions, encara no s'ha aprovat clínicament cap HBOC. Això és degut principalment als efectes secundaris associats amb els HBOC que no s'han abordat, com la nefrotoxicitat i la hipertensió elevada.
Per acabar, alguns científics consideren també la tècnica de l'hiperbarisme, que implica exposar el pacient a una pressió atmosfèrica elevada, cosa que augmenta la quantitat d'oxigen que pot ser dissolt a la sang i transportat als teixits.